# Interferometr Fabry’ego-Perota

Interferometr Fabry’ego - Perota

Interferometr Fabry’ego-Perota – interferometr zbudowany z dwóch równoległych półprzepuszczalnych płaskich płytek, których powierzchnie wewnętrzne pokryte są warstwą o dużym współczynniku odbicia.  
Fala świetlna wpadająca między płytki ulega wielokrotnemu odbiciu od zwierciadlanych powierzchni i interferuje ze swoimi odbiciami. Odbite fale różnią się amplitudą i przesunięciem fazowym, wzmocnieniu ulegają fale będące w rezonansie z wnęką.
Przyrząd został opracowany przez fizyków francuskich Charles’a Fabry’ego i Alfreda Pérota i nazwany ich nazwiskami.
Interferometr Fabry’ego-Pérota należy do grupy interferometrów wielowiązkowych. Filtr dichroiczny jest jedną z realizacji interferometru Fabry’ego-Pérota, a dokładniej jest to ściśle upakowana sekwencja kolejno ułożonych interferometrów Fabry’ego–Pérota.